# 郭鎮
郭 鎮（かく ちん、生年不詳 - 129年）は、後漢の官僚。字は桓鍾。本貫は潁川郡陽翟県。

## 経歴
郭躬の弟の子にあたる。若くして家業である小杜律の学問を修めた。太尉府に召し出され、2回転任して、延光年間に尚書となった。125年（延光4年）11月、中黄門の孫程が中常侍の江京らを殺害して済陰王劉保（順帝）を擁立すると、郭鎮は羽林の士を率いて衛尉の閻景を撃殺した。2回転任して尚書令となった。郭鎮の功績は前漢の朱虚侯劉章に匹敵すると論じられて、定潁侯に封じられた。河南尹に任じられ、廷尉に転じ、免官された。129年（永建4年）、家で死去した。順帝により昭武侯と諡された。

## 子女
- 郭賀（長男として爵位を嗣ぐべきであったが、末弟とともに逃亡した。数年後、大鴻臚の命により州郡の追求を受け、やむなく出頭して封を受けた。官を歴任して廷尉に上った。死後に成侯と諡された）
- 郭禎（法律に詳しく、やはり廷尉に上った）

## 伝記資料
- 『後漢書』巻46 列伝第36